# Spelartrupper under Juniorvärldsmästerskapet i ishockey 2009
Här nedan listas alla spelartrupper under Juniorvärldsmästerskapet i ishockey 2009.

## Toppdivisionen

### Grupp A

#### Kanada
- Head coach:  Pat Quinn

| Pos. | Nr | Spelare                | Lag                         |
| ---- | -- | ---------------------- | --------------------------- |
| M    | 31 | Chet Pickard           | Tri-City Americans          |
| M    | 30 | Dustin Tokarski        | Spokane Chiefs              |
| B    | 32 | Keith Aulie            | Brandon Wheat Kings         |
| B    | 8  | Ryan Ellis             | Windsor Spitfires           |
| B    | 17 | Cody Goloubef          | University of Wisconsin     |
| B    | 4  | Thomas Hickey          | Seattle Thunderbirds        |
| B    | 3  | Tyler Myers            | Kelowna Rockets             |
| B    | 10 | Alex Pietrangelo       | Niagara IceDogs             |
| B    | 5  | P. K. Subban           | Belleville Bulls            |
| B    | 2  | Colten Teubert         | Regina Pats                 |
| F    | 24 | Jamie Benn             | Kelowna Rockets             |
| F    | 11 | Zach Boychuk           | Lethbridge Hurricanes       |
| F    | 28 | Patrice Cormier        | Océanic de Rimouski         |
| F    | 15 | Stefan Della Rovere    | Barrie Colts                |
| F    | 25 | Christopher DiDomenico | Saint John Sea Dogs         |
| F    | 14 | Jordan Eberle          | Regina Pats                 |
| F    | 22 | Tyler Ennis            | Medicine Hat Tigers         |
| F    | 7  | Angelo Esposito        | Canadien junior de Montréal |
| F    | 18 | Cody Hodgson           | Brampton Battalion          |
| F    | 29 | Evander Kane           | Vancouver Giants            |
| F    | 12 | Brett Sonne            | Calgary Hitmen              |
| F    | 19 | John Tavares           | Oshawa Generals             |

#### Tjeckien
- Head coach:  Marek Sykora

| Pos. | Nr | Spelare                 | Lag                          |
| ---- | -- | ----------------------- | ---------------------------- |
| M    | 1  | Dominik Furch           | HC Slavia Prag               |
| M    | 2  | Tomáš Vošvrda           | HC Vítkovice                 |
| B    | 5  | Milan Dóczy             | Owen Sound Attack            |
| B    | 3  | Radko Gudas             | HC Berounští Medvedi         |
| B    | 19 | Michal Jordán           | Plymouth Whalers             |
| B    | 15 | Tomáš Knotek            | Halifax Mooseheads           |
| B    | 23 | Tomáš Kundrátek         | Medicine Hat Tigers          |
| B    | 6  | Martin Parýzek          | Ottawa 67s                   |
| B    | 4  | Jan Piskáček            | Cape Breton Screaming Eagles |
| B    | 7  | David Štich             | Saint John Sea Dogs          |
| F    | 21 | Rudolf Červený          | Regina Pats                  |
| F    | 24 | Jan Eberle              | HC Berounští Medvedi         |
| F    | 9  | Jan Káňa                | HC Vítkovice                 |
| F    | 18 | Tomáš Kubalík           | HC Plzeň                     |
| F    | 16 | Stepan Novotny          | Kelowna Rockets              |
| F    | 11 | Zdenek Okal             | Medicine Hat Tigers          |
| F    | 10 | Ondřej Roman            | HC Vítkovice                 |
| F    | 17 | Vladimír Růžička junior | HC Slavia Prag               |
| F    | 27 | Petr Strapáč            | HC Vítkovice                 |
| F    | 20 | Roman Szturc            | HC Vítkovice                 |
| F    | 22 | Radim Valchar           | Portland Winter Hawks        |
| F    | 28 | Tomáš Vincour           | Edmonton Oil Kings           |

#### Tyskland
- Head coach:  Ernst Hofner

| Pos. | Nr | Spelare            | Lag                                  |
| ---- | -- | ------------------ | ------------------------------------ |
| M    | 30 | Philipp Grubauer   | Belleville Bulls                     |
| M    | 1  | Timo Pielmeier     | Cataractes de Shawinigan             |
| B    | 7  | Sinan Akdag        | Krefeld Pinguine                     |
| B    | 29 | Dominik Bielke     | Eisbären Berlin                      |
| B    | 20 | Benedikt Bruckner  | Heilbronner Falken                   |
| B    | 27 | Florian Muller     | EV Landshut                          |
| B    | 13 | Marco Nowak        | Düsseldorf Metro Stars               |
| B    | 10 | Denis Reul         | Lewiston MAINEiacs                   |
| B    | 4  | Tim Schule         | Düsseldorf Metro Stars               |
| B    | 12 | Armin Wurm         | EV Fussen                            |
| F    | 23 | Gerrit Fauser      | Olympiques de Gatineau               |
| F    | 5  | Simon Fischhaber   | Sault Ste. Marie Greyhounds          |
| F    | 9  | Jerome Flaake      | Kölner Haie                          |
| F    | 26 | Maximilian Forster | EV Landshut                          |
| F    | 6  | Andre Huebscher    | Krefeld Pinguine                     |
| F    | 28 | Conor Morrison     | Salmon Arm Silverbacks               |
| F    | 27 | Florian Muller     | EV Landshut                          |
| F    | 14 | Alexander Oblinger | Eisbären Berlin                      |
| F    | 19 | Patrick Pohl       | Eisbären Berlin                      |
| F    | 22 | Toni Ritter        | Le Club de Hockey Junior de Montréal |
| F    | 25 | Steven Rupprich    | Iserlohn Roosters                    |
| F    | 24 | Daniel Weiss       | Eisbären Berlin                      |
| F    | 11 | David Wolf         | ETC Crimmitschau                     |

#### Kazakstan
- Head coach:  Oleg Bolyakin

| Pos. | Nr | Spelare               | Lag                              |
| ---- | -- | --------------------- | -------------------------------- |
| M    | 1  | Maxim Grjaznov        | Saryarqa Qaraghandy              |
| M    | 20 | Andrej Jankov         | Kaztsink-Torpedo Ust-Kamenogorsk |
| B    | 14 | Jevgenij Boljakin     | Amur Chabarovsk                  |
| B    | 12 | Viktor Ivasjin        | Kaztsink-Torpedo Ust-Kamenogorsk |
| B    | 5  | Andrej Korovkin       | Kaztsink-Torpedo Ust-Kamenogorsk |
| B    | 22 | Leonid Metalnikov     | Kaztsink-Torpedo Ust-Kamenogorsk |
| B    | 19 | Igor Netessov         | Jantar Seversk                   |
| B    | 7  | Nikolaj Safonov       | Gornjak Rudny                    |
| B    | 8  | Vitalij Svistunov     | Kaztsink-Torpedo Ust-Kamenogorsk |
| B    | 4  | Dmitrij Tikhonov      | Saryarqa Qaraghandy              |
| F    | 3  | Igor Denissenko       | Kaztsink-Torpedo Ust-Kamenogorsk |
| F    | 17 | Vjatjeslav Fedossenko | Kaztsink-Torpedo Ust-Kamenogorsk |
| F    | 10 | Nikita Ivanov         | Krylija Sovjetov Moskva          |
| F    | 13 | Alexandr Kaznatjejev  | Kaztsink-Torpedo Ust-Kamenogorsk |
| F    | 11 | Michail Lazorenko     | Kaztsink-Torpedo Ust-Kamenogorsk |
| F    | 18 | Eduard Mazula         | Kaztsink-Torpedo Ust-Kamenogorsk |
| F    | 9  | Alexandr Nurek        | Kaztsink-Torpedo Ust-Kamenogorsk |
| F    | 27 | Oleg Onisjtjenko      | Kaztsink-Torpedo Ust-Kamenogorsk |
| F    | 26 | Konstantin Savenkov   | Kaztsink-Torpedo Ust-Kamenogorsk |
| F    | 21 | Jakov Vorobjov        | Kaztsink-Torpedo Ust-Kamenogorsk |

#### USA
- Head coach:  Ron Rolston

| Pos. | Nr | Spelare            | Lag                         |
| ---- | -- | ------------------ | --------------------------- |
| M    | 30 | Thomas McCollum    | Guelph Storm                |
| M    | 1  | Josh Unice         | Kitchener Rangers           |
| B    | 24 | Jonathon Blum      | Vancouver Giants            |
| B    | 28 | Ian Cole           | University of Notre Dame    |
| B    | 4  | Cade Fairchild     | University of Minnesota     |
| B    | 20 | Blake Kessel       | University of New Hampshire |
| B    | 17 | Ryan McDonagh      | University of Wisconsin     |
| B    | 5  | Teddy Ruth         | University of Notre Dame    |
| B    | 8  | Kevin Shattenkirk  | Boston University Terriers  |
| F    | 27 | Drayson Bowman     | Spokane Chiefs              |
| F    | 12 | Jimmy Hayws        | Boston College Eagles       |
| F    | 11 | Mike Hoeffel       | University of Minnesota     |
| F    | 10 | Tyler Johnson      | Spokane Chiefs              |
| F    | 18 | Danny Kristo       | Omaha Lancers               |
| F    | 15 | Jim O'Brien        | Seattle Thunderbirds        |
| F    | 7  | Aaron Palushaj     | University of Michigan      |
| F    | 9  | Matt Rust          | University of Michigan      |
| F    | 19 | Jordan Schroeder   | University of Minnesota     |
| F    | 25 | Eric Tangradi      | Belleville Bulls            |
| F    | 21 | James van Riemsdyk | University of New Hampshire |
| F    | 14 | Mitch Wahl         | Spokane Chiefs              |
| F    | 33 | Colin Wilson       | Boston University Terriers  |

### Grupp B

#### Finland
- Head coach:  Jukka Rautakorpi

| Pos. | Nr | Spelare               | Lag                   |
| ---- | -- | --------------------- | --------------------- |
| M    |    | Juha Metsola          | Lethbridge Hurricanes |
| M    |    | Harri Säteri          | Tappara               |
| B    |    | Ari Gröndahl          | Blues                 |
| B    |    | Joonas Järvinen       | HC TPS                |
| B    |    | Jesse Jyrkkiö         | Ässät                 |
| B    |    | Tommi Kivistö         | Red Deer Rebels       |
| B    |    | Ilari Melart          | HIFK                  |
| B    |    | Jyri Niemi            | Saskatoon Blades      |
| B    |    | Kristian Näkyvä       | Blues                 |
| B    |    | Veli-Matti Vittasmäki | HC TPS                |
| F    |    | Mikael Granlund       | Kärpät                |
| F    |    | Teemu Hartikainen     | KalPa                 |
| F    |    | Jani Helenius         | Jokerit               |
| F    |    | Nestori Lähde         | Tappara               |
| F    |    | Sami Lähteenmäki      | LeKi                  |
| F    |    | Jani Lajunen          | Blues                 |
| F    |    | Niclas Lucenius       | Tappara               |
| F    |    | Joonas Nättinen       | Blues                 |
| F    |    | Eetu Pöysti           | HIFK                  |
| F    |    | Toni Rajala           | Ilves                 |
| F    |    | Joonas Rask           | Ilves                 |
| F    |    | Antti Roppo           | LeKi                  |
| F    |    | Tomi Sallinen         | Blues                 |

#### Lettland
- Head coach:  Andrejs Maticins

| Pos. | Nr | Spelare              | Lag                   |
| ---- | -- | -------------------- | --------------------- |
| M    | 1  | Nauris Enkuzens      | SK LSPA/Riga          |
| M    | 30 | Raimonds Ermics      | HK Prizma Riga        |
| B    | 29 | Ralfs Freibergs      | HK Prizma Riga        |
| B    | 6  | Martinš Gipters      | SK LSPA/Riga          |
| B    | 26 | Kriss Grundmanis     | HK Riga 2000          |
| B    | 3  | Alberts Ilisko       | Nynäshamns IF         |
| B    | 4  | Gvido Kauss          | HK Riga 2000          |
| B    | 20 | Kristaps Kuplais     | SK LSPA/Riga          |
| B    | 5  | Aldis Pizans         | ASK/Ogre              |
| B    | 8  | Janis Smits          | Nynäshamns IF         |
| F    | 25 | Lauris Bajaruns      | Latgale Daugavpils    |
| F    | 24 | Roberts Bukarts      | Krylja Sovetov Moskva |
| F    | 21 | Ronald Cinks         | HK Riga 2000          |
| F    | 15 | Koba Jass            | ASK/Ogre              |
| F    | 14 | Roberts Jekimovs     | Brynäs IF             |
| F    | 27 | Edgars Lipsbergs     | Topeka Roadrunners    |
| F    | 24 | Artjoms Ogorodnikovs | ASK/Ogre              |
| F    | 16 | Janis Ozolins        | HK Riga 2000          |
| F    | 22 | Vitalijs Pavlovs     | DHK Latgale           |
| F    | 13 | Gunars Skvorcovs     | HK Liepajas Metalurgs |
| F    | 19 | Janis Straupe        | HK Riga 2000          |
| F    | 28 | Edgars Ulescenko     | ASK/Ogre              |

#### Ryssland
- Head coach:  Sergei Nemchinov

| Pos. | Nr | Spelare             | Lag                         |
| ---- | -- | ------------------- | --------------------------- |
| M    | 20 | Danila Alistratov   | Traktor Tjeljabinsk         |
| M    | 1  | Vadim Zjelobnjuk    | HC Dynamo Moskva            |
| B    | 27 | Maxim Tjudinov      | Severstal Tjerepovets       |
| B    | 2  | Igor Golovkov       | HC Dynamo Moskva            |
| B    | 5  | Maxim Gontjarov     | HC CSKA Moskva              |
| B    | 14 | Dinar Khafizullin   | Neftjanik Almetievsk        |
| B    | 3  | Dmitrij Kulikov     | Voltigeurs de Drummondville |
| B    | 6  | Michail Pasjnin     | Metjel Tjeljabinsk          |
| B    | 8  | Vasilij Tokranov    | Neftjanik Aletievsk         |
| B    | 24 | Viatjeslav Vojnov   | Manchester Monarchs         |
| F    | 16 | Sergej Andronov     | HC Lada Toljatti            |
| F    | 10 | Pavel Tjernov       | HC Atlant Moskva            |
| F    | 26 | Jevgenij Dadonov    | Traktor Tjeljabinsk         |
| F    | 28 | Nikita Filatov      | Syracuse Crunch             |
| F    | 15 | Jevgenij Grachev    | Brampton Batallion          |
| F    | 9  | Dmitrij Klopov      | Torpedo Nizjnij Novgorod    |
| F    | 21 | Nikita Kljukin      | Lokomotiv Jaroslavl         |
| F    | 13 | Alexander Komaristy | Juzjnij Ural Orsk           |
| F    | 23 | Sergej Korostin     | Peterborough Petes          |
| F    | 18 | Dmitrij Kugrysjev   | Remparts de Québec          |
| F    | 31 | Kirill Petrov       | Ak Bars Kazan               |
| F    | 29 | Alexej Potapov      | Torpedo Nizjnij Novgorod    |

#### Slovakien
- Head coach:  Stefan Mikes

| Pos. | Nr | Spelare         | Lag                   |
| ---- | -- | --------------- | --------------------- |
| M    | 2  | Jaroslav Janus  | Erie Otters           |
| M    | 30 | Zdenko Kotvan   | Orange 20 Puchov      |
| B    | 19 | Jan Brejcak     | Orange 20 Puchov      |
| B    | 7  | Marek Daloga    | Orange 20 Puchov      |
| B    | 25 | Radek Deyl      | Orange 20 Puchov      |
| B    | 6  | Michal Siska    | Kamloops Blazers      |
| B    | 3  | Martin Stajnoch | Orange 20 Puchov      |
| B    | 8  | Juraj Valach    | HKm Zvolen            |
| B    | 16 | Matus Vizvary   | Orange 20 Puchov      |
| F    | 12 | Adam Bezak      | Orange 20 Puchov      |
| F    | 17 | Marek Hrivík    | Orange 20 Puchov      |
| F    | 9  | Peter Kopecky   | Orange 20 Puchov      |
| F    | 22 | Milan Kytnar    | Saskatoon Blades      |
| F    | 29 | Marek Mertel    | Orange 20 Puchov      |
| F    | 18 | Jozef Molnar    | Orange 20 Puchov      |
| F    | 28 | Richard Panik   | HC Ocelári Trinec     |
| F    | 15 | Ondrej Rusnak   | Orange 20 Puchov      |
| F    | 14 | Tomáš Tatar     | HKm Zvolen            |
| F    | 21 | Radoslav Tybor  | Orange 20 Puchov      |
| F    | 10 | Martin Uhnak    | Orange 20 Puchov      |
| F    | 23 | Mark Viedensky  | Prince George Cougars |
| F    | 27 | Tomas Vyletelka | Orange 20 Puchov      |

#### Sverige
- Förbundskapten:  Pär Mårts

| Pos. | Nr | Spelare                  | Lag               |
| ---- | -- | ------------------------ | ----------------- |
| M    | 25 | Jacob Markström          | Brynäs IF         |
| M    | 30 | Mark Owuya               | Djurgårdens IF    |
| B    | 8  | Viktor Ekbom             | Linköpings HC     |
| B    | 3  | Sebastian Erixon         | Timrå IK          |
| B    | 16 | Tim Erixon               | Skellefteå AIK    |
| B    | 28 | Carl Gustafsson          | Djurgårdens IF    |
| B    | 4  | Victor Hedman            | MODO Hockey       |
| B    | 5  | Erik Karlsson            | Frölunda HC       |
| B    | 7  | David Rundblad           | Skellefteå AIK    |
| B    | 6  | Nichlas Torp             | HV 71             |
| F    | 18 | Joakim Andersson         | Frölunda HC       |
| F    | 22 | Mikael Backlund          | VIK Västerås HK   |
| F    | 29 | Simon Hjalmarsson        | Borås HC          |
| F    | 11 | Marcus Johansson         | Färjestads BK     |
| F    | 26 | Jacob Josefson           | Djurgårdens IF    |
| F    | 23 | Nicklas Lasu             | Frölunda HC       |
| F    | 9  | Oscar Möller             | Los Angeles Kings |
| F    | 17 | Anton Persson            | Brynäs IF         |
| F    | 20 | André Petersson          | HV 71             |
| F    | 21 | Magnus Svensson Pääjärvi | Timrå IK          |
| F    | 10 | Mattias Tedenby          | HV 71             |
| F    | 24 | David Ullström           | HV 71             |